# Justus Annunen
Justus Hermanni Annunen (né le 11 mars 2000 à Kempele en Finlande) est un joueur professionnel finlandais de hockey sur glace. Il évolue au poste de gardien de but.

## Biographie

### Carrière en club
Formé au Kiekko-Laser , il rejoint les équipes jeunes du Kärpät Oulu en 2016. En 2018, il joue son premier match dans la Liiga avec le Kärpät Oulu. Lors du repêchage d'entrée dans la LNH 2018, il est choisi au 2e tour, à la 60e position au total par l'Avalanche du Colorado. En 2021, il part en Amérique du Nord et est assigné aux Eagles du Colorado, club-école de l'Avalanche dans la Ligue américaine de hockey. Le 4 décembre 2021, il joue ses premières minutes dans la Ligue nationale de hockey avec l'Avalanche du Colorado face aux Sénateurs d'Ottawa. Le 29 février 2024, il enregistre son premier blanchissage dans la LNH face aux Blackhawks de Chicago. Il récidive lors de sa titularisation suivante, le 4 mars 2024, à nouveau contre Chicago. Le 30 novembre 2024, il est échangé aux Predators de Nashville en retour de Scott Wedgewood.

### Carrière internationale
Il représente la Finlande en sélections jeunes. Il remporte la médaille d'or lors du championnat du monde moins de 18 ans 2018.